# 吉田次昭
吉田 次昭（よしだ つぐあき、1954年〈昭和29年〉8月14日 - ）は、日本の俳優。本名同じ。旧芸名は吉田 継明。
東京都出身。堀越学園卒。オフィスC&P、竹内事務所に所属していた。元妻は女優の高沢順子。

## 来歴・人物
幼少期から子役として映画やテレビに数多く出演。
成人期からは影のある青少年の役を主に演じ、熟年期では狂気を内に秘めた悪役を演じるようになる。

## 出演作品

### 映画
- クレージーだよ奇想天外（1966年、東宝）- 城山昭
- 青春の鐘（1969年、日活）依田春夫
- 戦争と人間 第一部「運命の序曲」（1970年、日活）- 標耕平
- おくさまは18歳 新婚教室（1971年、東宝） - 芦野史郎
- サード（1978年） - IIB
- わが青春のイレブン（1979年、東映） - 黒住
- 思えば遠くへ来たもんだ（1980年、松竹）- 本間茂
- 日本フィルハーモニー物語 炎の第五楽章（1981年、日活） - 榊
- えきすとら（1982年、松竹）- 日野順二
- 三たびの海峡（1995年、松竹）

### テレビドラマ
- 氷点（1966年、NET）
- オーイわーいチチチ（1966年、NTV）- チーター（長男）
- マグマ大使 第17話「ガレオン地球を攻撃せよ」 - 第20話「死闘・二大怪獣!」（1966年 - 1967年、CX） - ガム（代役）
- コメットさん（1967年 - 1968年、TBS / 国際放映） - ヤマト
- ウルトラセブン 第38話「勇気ある戦い」（1968年、TBS / 円谷プロ）- 杉崎治
- でっかい青春 第32話「二人の雷太」（1968年、NTV / 東宝）
- 怪盗ラレロ（1968年 - 1969年、NTV / 東映）- 中上健太
- 東京バイパス指令 第28話「街の野獣」（1969年、NTV）
- ハレンチ学園（1970年 - 1971年、12ch）
- 大河ドラマ（NHK）
  - 春の坂道（1971年）- 柳生兵庫介
  - 黄金の日日（1978年）- 原マルチノ
- 大忠臣蔵（1971年、NET / 三船プロ）- 滝雪太郎
- 新・だいこんの花（1972年、NET）- 石川哲男
- 刑事くん第43話/(1972年、TBS)
- 木下恵介アワー / おやじ山脈（1972年、TBS） - 愛甲清司
- ありがとう 第2シリーズ（1972年 - 1973年、TBS / テレパック）- 水戸秀治
- アイちゃんが行く! （1972年 - 1973年、CX / 大映テレビ）- 佐久間俊
- てんつくてん（1973年10月 - 1974年3月、NTV）
- ボクは女学生（1973年10月 - 1974年3月、CX）
- ボクは恋人（1974年、CX）
- パパ愛してる!!（1974年、NET）- 杉山弘志
- 水もれ甲介 第18話「受験シーズンの幽霊」（1975年、NTV） - 堀内竜太郎
- 非情のライセンス 第2シリーズ 第21話「兇悪の白い花」（1975年、NET / 東映） - 伊佐山務
- 新・七人の刑事 永遠の少年（1975年5月4日、TBS）
- 銭形平次（1975年 - 1976年、CX / 東映）- 健太
- 伝七捕物帳 第135話「江戸の悪太郎」（1977年、NTV）- 清太郎
- 少年ドラマシリーズ / 11人いる!（1977年、NHK）- 王様
- Gメンシリーズ（TBS / 東映→近藤照男プロ）
  - Gメン'75
    - 第122話「18才ひと夏の経験」（1977年） - 山下勇
    - 第150話「刑事の家を壊す男たち」（1978年） - 斉藤洋一
    - 第239話「親を撃ち殺す子供たち」（1979年） - 大木邦夫
    - 第284話「金髪女性バスルーム殺人事件」（1980年） - 古市正彦

  - Gメン'82 第15話「現金輸送車の殺人ドライブ」（1983年） - 石川昭一
- 特捜最前線（ANB / 東映）
  - 第18話「硝煙のなかに立つ女」（1977年）- 次郎
  - 第60話「シェパードだけが知っていた!」（1978年）
  - 第95話「爆破魔・傷だらけのアイドル!」（1978年）
  - 第229話「夜間中学殺人事件!」（1981年）
  - 第444話「原宿スクランブル・泣いた放火魔!」（1985年）
- 気まぐれ本格派 第15話「男だったらやってみろ」（1978年、NTV / ユニオン映画）
- ポーラ名作劇場 / 緑の夢を見ませんか?（1978年、ANB）
- 東京メグレ警視シリーズ 第21話「警視と真夏の夜の夢」（1978年、ABC / テレパック）
- チェックメイト78 第14話「警部、罠を掛ける」（1979年、ABC / テレパック）
- 大江戸捜査網（12ch→TX）
  - 第414話「豪雨に消えた謎の美女」（1979年）
  - 第473話「非情の少女囮作戦」（1980年） - 庄助
  - 第524話「お命買います替え玉屋」（1981年） - 美濃屋佐太郎
- 新五捕物帳 （NTV / ユニオン映画）
  - 第76話「地獄の中の青春」（1979年）
  - 第114話「花ひらく愛の灯」（1980年）
- ザ・スーパーガール 第18話「女子大生の異常な体験」（1979年、12ch / 東映）
- 大捜査線 第26話「あゝ沢木刑事!青春の赤い墓標」（1980年、CX / ユニオン映画）
- 木曜ゴールデンドラマ / 松本清張の強き蟻 愛が憎しみに変る時（1981年、YTV / 東映）
- 同心暁蘭之介 第5話「根なし草の女」（1981年、CX）
- 西部警察シリーズ（ANB / 石原プロ）
  - 西部警察 第114話「FBI・指名手配!」（1982年） - 杉下二郎
  - 西部警察 PART-III 第55話「80通の脅迫状」（1984年） - 高木
- 太陽にほえろ!（NTV / 東宝）
  - 第497話「ゴリさんが拳銃を撃てなくなった!」（1982年） - 西岡謙三
  - 太陽にほえろ!PART2 第5話「長さんの長い午後」（1986年） - 西河正明
- 右門捕物帖 第6話「八丁堀ララバイ」（1982年、NTV / ユニオン映画）
- リラックス〜松原克己の日常生活（1982年11月13日、KTV） - 落合
- 暴れん坊将軍II（ANB / 東映）
  - 第28話「決斗!但馬八鹿のあばれ駒」（1983年） - 仙石政房
  - 第185話「妖艶、因幡の白うさぎ!」（1987年） - 磯吉
- 源九郎旅日記 葵の暴れん坊 第35話「荒海に哭く恋人形」（1983年、ANB / 東映）
- 新・松平右近 第5話「花嫁売ります」（1983年、NTV / ユニオン映画）- 佐太郎
- 人妻捜査官 第3話「疑惑!?制服の女が通うレズクラブ」（1984年、ABC / テレパック）
- ザ・ハングマン4 第8話「帰ってきたマリアをナイフが襲う!」（1984年、ABC / 松竹芸能） - 田山友好
- 水戸黄門（TBS / C.A.L）
  - 第14部 第20話「仇を討たれに来た男 -新発田-」（1984年3月12日） - 房吉
  - 第15部 第19話「父娘救った主君の鎧 -備中松山-」（1985年6月3日）- 正田秀之助
  - 第17部（1987年）
    - 第5話「男十手の木曽節仁義 -妻籠-」 - 太之助
    - 第11話「命に替えた正義の剣 -膳所-」 - 蒲生与次郎

  - 第18部
    - 第16話「嫁が救った唐津焼 -唐津-」（1988年12月26日） - 才次郎
    - 第28話「印籠盗んだ女掏摸 -清水-」（1989年3月27日） - 清太

  - 第19部
    - 第5話「謎の剣士!烏天狗 -中村-」（1989年10月23日）- 与市
    - 第17話「輪島塗りに潜む罠 -輪島-」（1990年1月22日） - 喜代太郎

  - 第20部（1991年）
    - 第19話「姫様騙って悪退治 -長崎-」 - 清吉
    - 第27話「銘酒守った身代わり花嫁 -広島-」 - 清太郎

  - 第25部 第29話「狙われた庄内小町 -酒田-」 - 安吉
  - 第26部 第20話「おいらのちゃんは日本一 -倉吉-」 - 多賀吉
  - 第28部 第20話「浪花娘のうな丼勝負 -大坂-」 - 徳次
- 長七郎江戸日記 第1シリーズ 第64話「俺ァ江戸さ行くだ」（1985年、NTV / ユニオン映画） - 伊助
- 新大型時代劇 / 武蔵坊弁慶（1986年、NHK）- 平維盛
- 大岡越前（TBS / C.A.L）
  - 第9部 第13話「阿片暴いた鉄拳仁術」（1986年1月20日） - 清次
  - 第11部 第6話「鱈に当たった変な奴」（1990年5月28日） - 伊太郎
  - 第12部 第16話「十手を持った無法者」（1992年2月3日） - 仙太
  - 第14部 第20話「恥ずべき行い」（1996年11月4日） - 千吉
- 傑作時代劇 第22話「忠臣蔵異聞　生きていた吉良上野介」（1987年、テレビ朝日）
- 銭形平次 SP1「初姿・投げ銭一番手柄」（1987年、NTV / ユニオン映画）
- 八百八町夢日記 第1シリーズ 第9話「我が子を思いて」（1989年、NTV / ユニオン映画）
- さすらい刑事旅情編III 第8話「花嫁の父・狙われた婚約者」（1990年、ANB / 東映）
- 木曜ドラマ / 七人の女弁護士（1991年、1993年、ANB）- 北川峻次
- 月曜・女のサスペンス（1991年、TX）
  - 小樽の女・凶悪の狼に狙われた人妻
  - 女は二度生まれる - 桃介
- 必殺仕事人・激突! 第13話「夢次、見合いする」（1992年、ABC / 松竹）- 出雲屋清十郎
- 喧嘩屋右近 第1シリーズ 第8話 「賞金稼ぎの裏の顔」（1992年、TX / 松竹）
- 銭形平次（CX / 東映）※北大路欣也版
  - 第3シリーズ 第12話「不運の夜」（1993年）
  - 第4シリーズ 第13話「真昼の悪夢」（1994年）
- 闇を斬る!大江戸犯科帳 第16話「道化の涙」（1993年、NTV / ユニオン映画）- 茶坊主・半田珍阿弥
- 江戸を斬るVIII 第23話「凶賊が探す女の謎」（1994年、TBS / C.A.L） - 久米吉
- 金曜エンタテイメント（CX）
  - 松本清張三回忌特別企画・草の陰刻（1994年）
  - 松本清張七回忌特別企画・薄化粧の男（1998年） - 刑事
- 雲霧仁左衛門 第3話「兄いもうと」（1996年、CX） - いろはの伊助
- いのちの事件簿・福祉の最前線でケースワーカーは今（1997年、NHK）- 監査役人
- 南町奉行事件帖 怒れ!求馬I 第9話「親子引き裂く贋小判」（1998年、TBS / C.A.L.）
- 隠密奉行朝比奈 第2シリーズ 第6話（1999年、CX / 東映）- 池田忠勝
- 田舎で暮らそうよ（1999年、TX）
- 女と愛とミステリー / 松本清張特別企画・わるいやつら（2001年、TX）- 坂口刑事